# Marko Kmetec
Marko Kmetec, slovenski nogometaš, * 13. januar 1976, Ptuj.
Kmetec je večji del kariere igral v slovenski ligi za klube Mura, Maribor, Olimpija, Korotan, Ljubljana, Drava Ptuj, Mura 05 in Aluminij. Skupno je v prvi slovenski ligi odigral 270 prvenstvenih tekem in dosegel 94 golov, v sezoni 2002/03 je bil najboljši strelec prve slovenske lige s 23-imi goli. Ob tem je igral tudi v ciprski ligi za Ethnikos Achna. Leta 2008 je dobil 8-mesečno prepoved tekmovanja zaradi dopinga.